# BNN Today
BNN Today was een Nederlands radioprogramma op Radio 1. BNN Today werd elke maandag tot en met vrijdag uitgezonden tussen 20.30 en 22.00 uur, en was een programma van omroep BNN. Het programma besteedde veel aandacht aan nieuws, en verder ook aan sport en media.

## Rubrieken
Na het nieuws van 20.30 uur en de daaropvolgende inleiding van het programma gaf de presentator van Langs de Lijn (22.00-23.00 uur) een samenvatting van het belangrijkste sportnieuws en informatie over de inhoud van Langs de Lijn. Het programma had als vaste dagelijkse rubrieken onder ander Exit Holland, waarin jonge Nederlanders in het buitenland vertellen over het nieuws in hun land. Luuk Ikink nam kort na 21.00 uur in de rubriek Todays topics! - eerder geheten 'Ranking The News' - op humoristische en ironische wijze de gespreksonderwerpen van de dag in een top vijf, om 21:30 gaf hij een samenvatting van de trending topics op Twitter. Op maandag schoof Erben Wennemars aan voor de sportrubriek. Dinsdag werd er aandacht besteed aan entertainment, woensdag aan digitale media en donderdag aan crime. In de vrijdagshow werd er een punt achter de week gezet met een gastenpanel.

## Presentatie
BNN Today werd gepresenteerd door Willemijn Veenhoven.

## Podcast
Het programma BNN Today had een podcast, die te downloaden was via de programmawebsite.
Huidige programma's: Domien (NPO 3FM) · Eva (NPO 3FM) · Eva en Giel (NPO 3FM) · Franks feestje (NPO 3FM) · Harm dB (NPO 3FM) · Nachtbrakers (NPO Radio 1)  · De Overnachting (NPO Radio 1) · Sanderdome (NPO 3FM) · Slapen is voor Losers! (NPO 3FM) · Start (NPO Radio 1) · That's Live (NPO 3FM) · Thijs (NPO 3FM) · De Weekendshow (NPO Radio 2) · De Wereld van BNN (NPO Radio 1)
Voormalige programma's: @Work · Alle 40 goed! · BNN Today · Coen en Sander Show · Club Ajouad · CroisSanderShow · Dit is Domien · Het Huis Van De Heer · Live vanuit Klazienaveen · Klaarwakker Kristel · Muijs In Het Huis · Open Radio met Timur en Rámon · Het Platenpaleis · Rámon, met een streepje op de A · ruuddewild.nl · Sanderdaynight · Tiësto's Club Life · Timur · Vrij · Wout! · Zoëyzo